# Claude Lawrence
Claude Lawrence (* 24. Januar 1944 in Chicago) ist ein US-amerikanischer Altsaxophonist des Modern Creative Jazz und der freien Improvisationsmusik.
Lawrence studierte Saxophon bei Frank Wess, Sonny Stitt und Ornette Coleman; er arbeitete in den 1970er und 1980er Jahren im Umfeld des Avantgarde-Schlagzeugers und Bandleaders William Hooker und wirkte auf dessen Alben Lifeline und The Firmament/Fury (1989) mit. 1981 trat er mit Sirone auf (Sirone Live auf Atavistic) und spielte ab 1984 im Trio mit dem Bassisten Wilber Morris und dem Schlagzeuger Dennis Charles. Mit dem Trio nahm er erst 1997 sein erstes Album unter eigenem Namen auf, Presenting Claude Williams für das CIMP Label. Es entstand bei einer Aufnahmesession des Quartetts von Luther Thomas, in dem Charles und Morris spielten. 
Cook und Morton erinnert das Saxophonspiel von Lawrence an Jimmy Lyons.